# Kustyń (przystanek kolejowy)
Kustyń (ukr. Кустин, ros. Кустин) – przystanek kolejowy w pobliżu miejscowości Kustyń, w rejonie rówieńskim, w obwodzie rówieńskim, na Ukrainie. Położony jest na linii Równe – Baranowicze – Wilno.